# Лаанеметс, Ааре Йоханнесович
Ааре Лаанеметс (эст. Aare Laanemets; 6 февраля 1954 — 28 октября 2000) — советский и эстонский актёр, театральный режиссёр.

## Биография
Родился в Таллине. Учился в спортивной школе-интернате.
Получил актёрское образование в Таллинской консерватории, на кафедре сценического искусства, и в группе молодых актёров, которых обучал известный педагог Вольдемар Пансо (1969—1976). Работал сначала в Эстонском государственном академическом театре драмы им. В. Кингисеппа в Таллине, затем (с 1983) — в пярнуском театре «Эндла». На театральной сцене сыграл более сорока ролей в спектаклях и мюзиклах, одиннадцать спектаклей (пять из которых — для детей) поставил сам.
Одну из первых ролей в советском кино сыграл в 1971 году (Джим Хокинс в «Острове сокровищ» Евгения Фридмана, по книге Р. Л. Стивенсона). Всего снялся в почти двух десятках фильмов, в том числе «Долгая дорога в дюнах». Особое место в его карьере занимает трилогия «Весна», «Лето», «Осень» Арво Круусемента, по повестям Оскара Лутса, где Лаанеметс снимался в роли Йоосепа Тоотса на протяжении 21 года, в возрасте 15, 21 и 36 лет, в соответствии с взрослением своего героя.
Актёр был отмечен высшей премией Театрального союза Эстонии за последний (детский) мюзикл «Потайной сад».
Умер 28 октября 2000 года от инсульта.

## Роли в театре
- 1984 Чёрная кошка в ночное время не сможет увидеть — роль Свена
- 1986 Силы — роль Джошуа
- 1988 Сад — роль Денси
- 1989 Зорба — роль Никоса
- 1989 Йун Габриэль Боркман — роль Эрхарта Боркмана
- 1993 Крысы — роль Харро Хассепреитора
- 1995 Все эти дни и ночи — роль Хендрика
- 1995 Эдмунд Кин — роль принца Уэльского
- 1998 Ирма — роль Роберта
- 1999 Таинственный сад — роль Арчибальда Крэвена
- 1999 и 2000 Пикник на реке Рейу — роль Идеи постановщика

## Роли в кино
- 1969 — Весна — Йоозеп Тоотс
- 1971 — Остров сокровищ — Джим Хокинс
- 1972 — Гонщики — помощник Лоренса
- 1976 — Лето — Йоозеп Тоотс
- 1981 — Долгая дорога в дюнах — Лаймонис
- 1981 — На грани веков — Мартиньш
- 1982 — Фауст (телефильм) — Валентин
- 1983 — Тайна «Чёрных дроздов» — корреспондент
- 1985 — Баллада о двух городах — Мартин
- 1990 — Осень — Йоозеп Тоотс